# Nemzetközi Csillagászati Unió
A Nemzetközi Csillagászati Unió (angolul International Astronomical Union, IAU) a világ nemzeti csillagászati társaságait egyesítő nemzetközi szervezet. Az IAU biztosítja az égitestek (bolygók, csillagok, aszteroidák) és felszíni formáik egyöntetű, szabványos elnevezéseit. A Nemzetközi Tudományos Tanács tagszervezete. A fő célja a nemzetközi együttműködés segítése a csillagászatban.
Központja Párizsban van. Az első világháborút követően a német Astronomische Gesellschaft nemzetközi tekintélyének az ellensúlyozására Franciaország és az angolszász hatalmak hozták létre. A háborúban a vesztes oldalon harcoló Magyarország kutatóit a németekkel együtt kirekesztették. Az IAU-hoz fűződő viszonyunk csak jóval később, a második világháború után rendeződött. Tagjai a legalább PhD-t elért kutató vagy oktató csillagászok.

## Az IAU kongresszusa
Az IAU kongresszusa 1922 óta háromévente ül össze (kivéve az 1938 és 1948 közti időszakot, amikor a második világháború vetette hullámok miatt nem rendeztek kongresszust).
A lengyelek 1967-ben megfogalmazott kérésére és az akkori IAU-elnök máig vitatott döntése alapján 1973-ban Kopernikusz emlékére születésének 500. évfordulója alkalmából is összeült egy rendkívüli kongresszus Varsóban, alig valamivel az Ausztráliában tartott rendes kongresszust követően.
| Tervezett ülés    | Év   | Hely              |
| ----------------- | ---- | ----------------- |
| XXXI. kongresszus | 2021 | Puszan, Dél-Korea |
| XXX. kongresszus  | 2018 | Bécs, Ausztria    |

| Ülés                | Év   | Hely                                                 |
| ------------------- | ---- | ---------------------------------------------------- |
| XXIX. kongresszus   | 2015 | Honolulu, Hawaii, USA                                |
| XXVIII. kongresszus | 2012 | Peking, Kína                                         |
| XXVII. kongresszus  | 2009 | Rio de Janeiro, Brazília                             |
| XXVI. kongresszus   | 2006 | Prága, Csehország                                    |
| XXV. kongresszus    | 2003 | Sydney, Ausztrália                                   |
| XXIV. kongresszus   | 2000 | Manchester, Egyesült Királyság                       |
| XXIII. kongresszus  | 1997 | Kiotó, Japán                                         |
| XXII. kongresszus   | 1994 | Hága, Hollandia                                      |
| XXI. kongresszus    | 1991 | Buenos Aires, Argentína                              |
| XX. kongresszus     | 1988 | Baltimore, Maryland, Amerikai Egyesült Államok       |
| XIX. kongresszus    | 1985 | Újdelhi, India                                       |
| XVIII. kongresszus  | 1982 | Patras, Görögország                                  |
| XVII. kongresszus   | 1979 | Montréal, Kanada                                     |
| XVI. kongresszus    | 1976 | Grenoble, Franciaország                              |
| XV. kongresszus     | 1973 | Sydney, Ausztrália                                   |
| XIV. kongresszus    | 1970 | Brighton, Egyesült Királyság                         |
| XIII. kongresszus   | 1967 | Prága, Csehszlovákia                                 |
| XII. kongresszus    | 1964 | Hamburg, Nyugat-Németország                          |
| XI. kongresszus     | 1961 | Berkeley, Amerikai Egyesült Államok                  |
| X. kongresszus      | 1958 | Moszkva, Szovjetunió                                 |
| IX. kongresszus     | 1955 | Dublin, Ír Köztársaság                               |
| VIII. kongresszus   | 1952 | Róma, Olaszország                                    |
| VII. kongresszus    | 1948 | Zürich, Svájc                                        |
| VI. kongresszus     | 1938 | Stockholm, Svédország                                |
| V. kongresszus      | 1935 | Párizs, Franciaország                                |
| IV. kongresszus     | 1932 | Cambridge (Massachusetts), Amerikai Egyesült Államok |
| III. kongresszus    | 1928 | Leiden, Hollandia                                    |
| II. kongresszus     | 1925 | Cambridge, Egyesült Királyság                        |
| I. kongresszus      | 1922 | Róma, Olaszország                                    |